# 北京快速公交

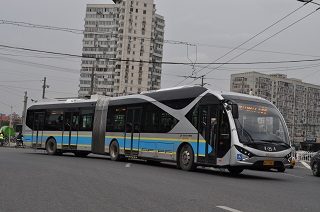
浙江金华青年汽车厂生产的JNP6183BEV双源无轨电车（快速公交3号线）

北京快速公交系统（英語：Beijing Bus Rapid Transit，亦稱北京BRT）是中华人民共和国最早的快速公交系统（BRT），自2004年12月25日開始試運營，2005年12月30日起正式启动。系统包括专用车站和快速公交专用车道。目前共有7条线路（4条主线、1条支线及2条区间）正在运营，其中1号线为中国大陆地区第一条快速公交线路。快速公交在北京的运营，对缓解市区交通拥堵的状况起到了较大作用，并逐渐成为北京轨道交通的有力辅助手段。

## 运营线路
北京快速公交目前有四条主线在运营中，分别为北京快速公交1号线、北京快速公交2号线、北京快速公交3号线、北京快速公交4号线，其中包含北京快速公交2号线区间、北京快速公交3号线区间、及北京快速公交4号线区间（高峰时段运营）

### 1号线
北京快速公交1线，也称“南中轴线快速公交”，于2005年12月30日全线开通，为中国大陆地区第一条快速公交线路，也是北京BRT目前最为繁忙的一条线路。线路自德茂庄起始，至前门终止，德茂庄5:00-22:30 前门5:30-23:00，贯穿南中轴路。1号线目前有着占绝大部线路的专用路权以及交通信号优先权，所以运营速度比常规公交车要快出一倍。快速公交1号线将大兴区与市区紧密地联系起来。

### 2号线

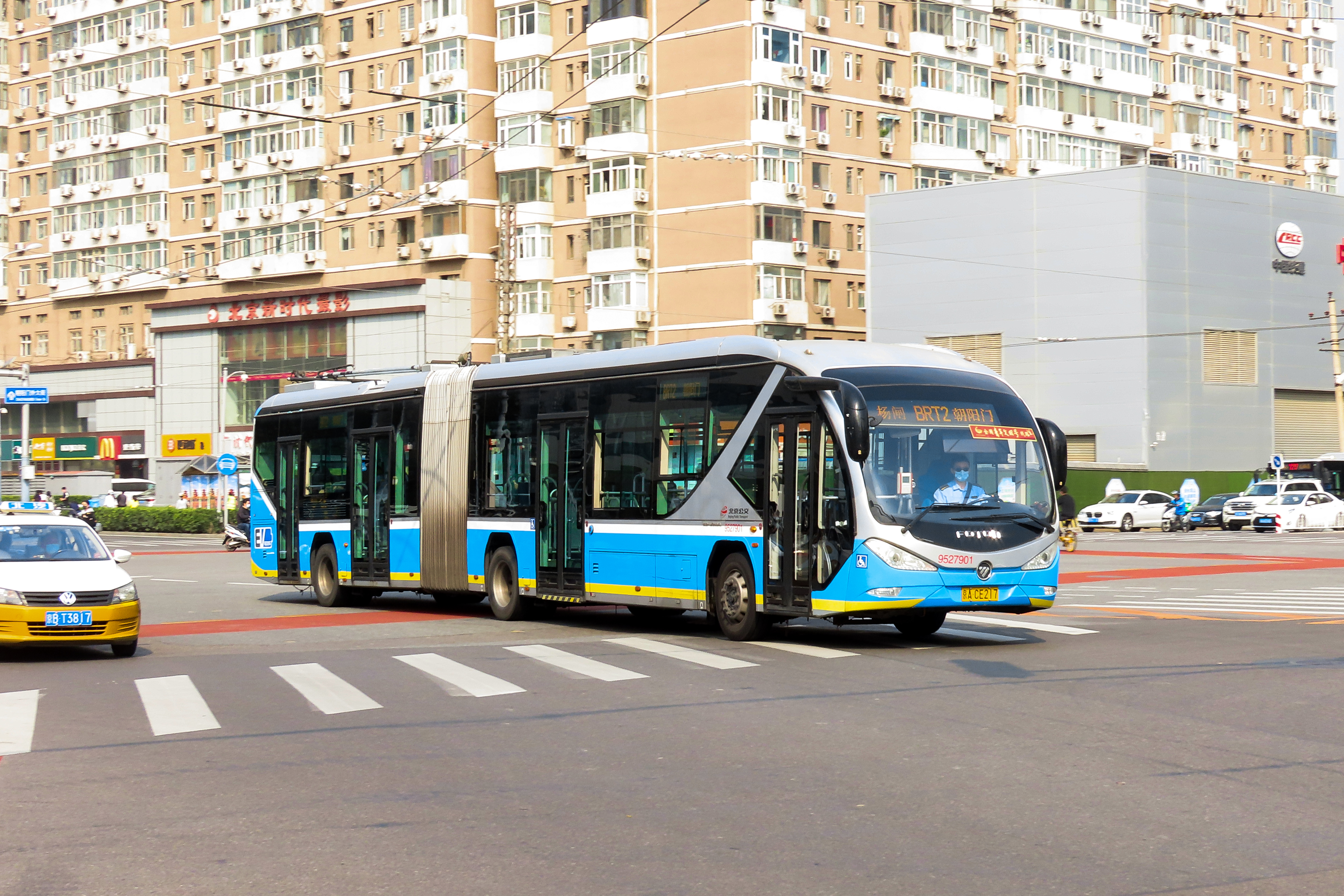
快速公交2号线常用车型BJD-WG180FA型双源无轨电车

北京快速公交2号线于2008年7月31日开通，主线自杨闸发车至朝阳门，杨闸5:00-23:00 朝阳门5:00-23:00，经停19站。区间车，自杨闸发车至东大桥东站，杨闸5:15-22:25 东大桥5:52-23:02，经停20站。车站装有屏蔽门，采用与轨道交通类似的管理方法，但2号线并没有全线的专用路权。2号线最初拟采用大容量无轨电车作为运行车辆，但实际运营中仍采用了同1号线基本相同的单铰接客车。2号线的作用主要是方便通州区市民进入市区，并将地铁10号线与地铁2号线连接起来。

#### 2号线支线（已撤销，现为442路）
为了更加方便通州市民的出行，北京市公交集团在快速公交2号线基础上，开辟了“快速公交2号线支线”。2号线支线于2009年8月26日开通，全程共27公里，设26站，武夷花园5:00-23:00 朝阳门5:00-23:00。支线从朝阳门到杨闸环岛后继续向东行驶，上京哈高速后到达通州武夷花园小区，已于2014年5月撤销，新开442路，武夷花园—杨闸。2号线支线开通后，周边公交线路也进行了调整，以提高路网利用率。

### 3号线
北京快速公交3号线，相对1号线称为“北中轴线快速公交”，于2008年7月31日开通（原定于7月20日开通，后因道路施工进展缓慢而推迟），是北京的第二条快速公交线路。3号线主线由安定门发往宏福苑小区西，设22站，线长22.95公里，安定门5:00-23:00 宏福苑小区西5:00-23:00；区间车由安定门开往温都水城，设22站，线长21.85公里，安定门6:00-23:00 温都水城5:00-22:00。受道路交通条件的限制，线路从安定门至科荟路这一段，与普通公交混行。五环路以外，即科荟路至平西王府段则进入中央封闭式专用道。快速公交连接北京地铁2号线、北京地铁5号线和北京地铁13号线。

#### 3号线支线（已撤销，现为301路）

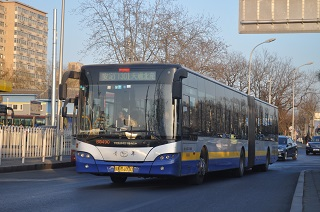
301路公交车

为了更加方便昌平区市民的出行，北京市公交集团在快速公交3号线的基础上开辟支线，往返于安定门东站和天通北苑，运营时间 5:00-23:00；支线的安定门至立水桥段与主线相同，在东小口进入天通北苑居住区。3号线支线与2号线支线于2009年8月26日一同开通，但3号线支线在2015年底改为301路，并撤出快速公交专用道。

### 4号线
北京快速公交4线于2012年12月30日正式上路运营，主线由阜成门发往龙泉西公交场站，线路全长25.5公里，主线设有19个站。在西钓鱼台站与北京地铁10号线换乘，在白堆子站与北京地铁9号线换乘，在阜成门站与北京地铁2号线接驳。四条快速公交全部开通后，由北京市区向东西南北四个方向出行，均有便捷的快速公交线路服务。

#### 4号线支线（已撤销）

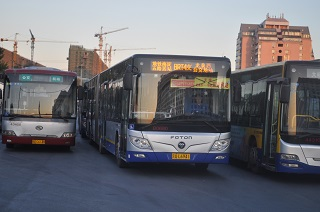
即将从地铁海淀五路居站发车的快速公交4号线支线

由地铁海淀五路居站发往龙泉西公交场站，线路全长21.83公里，共设有16个站，终点站地铁海淀五路居站与北京地铁6号线换乘。

### 未来发展
据2017年10月透露的北京快速公交线网规划，除目前4条既有线之外，还规划了清河到平安里、丰台到通州（北京城市副中心）、大兴黄村到亦庄（北京经济技术开发区）等线路。其中广渠路快速公交系统工程已于2018年5月28日正式开工建设，全长26.2公里，沿线设置16对停靠站，预计2020年5月建成通车。

## 历史
北京市在BRT竣工前，高峰时期主要干道行车速度为12公里/小时，交通形势十分严峻。北京市政府从多方面统筹，于2004年制定了《北京交通发展纲要》，其中重点发展公共交通。为弥补轨道交通的不足，则决定首先发展建设BRT。
2005年12月30日北京第一条快速公交线路正式开始运营。在2006年交通委员会的规划中，建成后的北京快速公交系统将分布于市区外围、二环到四环之间以及二环路内，预计覆盖全市三分之二的范围，城市居民出行在短距离内即可搭乘BRT。在2008年北京奥运会前夕，3号线与2号线相继开通。

## 运营
北京快速公交运营车辆统一采用18米长的单铰接客车（1号线为左开门），有大容量、低排放等诸多优点，并装有车载轮椅接驳板便于轮椅登车。目前客车最高旅速均在每小时25公里左右，但由于种种原因，在实际运行中，尤其是高峰时段时较难达到这个标准。快速公交采用分段计价，10公里内为2元，每增加5公里加价1元。在进入站台前一次性付费。持北京市政交通一卡通普通卡可以享受5折优惠，北京市政交通一卡通学生卡可享受2.5折优惠。因公共交通是公益型事业，低廉的价格使得市场化运作的运营公司有着巨额亏损，北京市政府会对运营公司进行财政补贴。

### 优点
快速公交系统存在不少优点。北京快速公交普遍采取大站快车的运营模式，并且有专用路权和主要路口信号优先的特权，与常规公交相比，速度相对较高。而建设投资、运营成本远远低于以地铁、轻轨为主的轨道交通。
有交通研究机构的分析表明，快速公交与轨道交通相比，在与普通公交之间的换乘时也会节约大量时间，有着明显的优越性。

### 问题

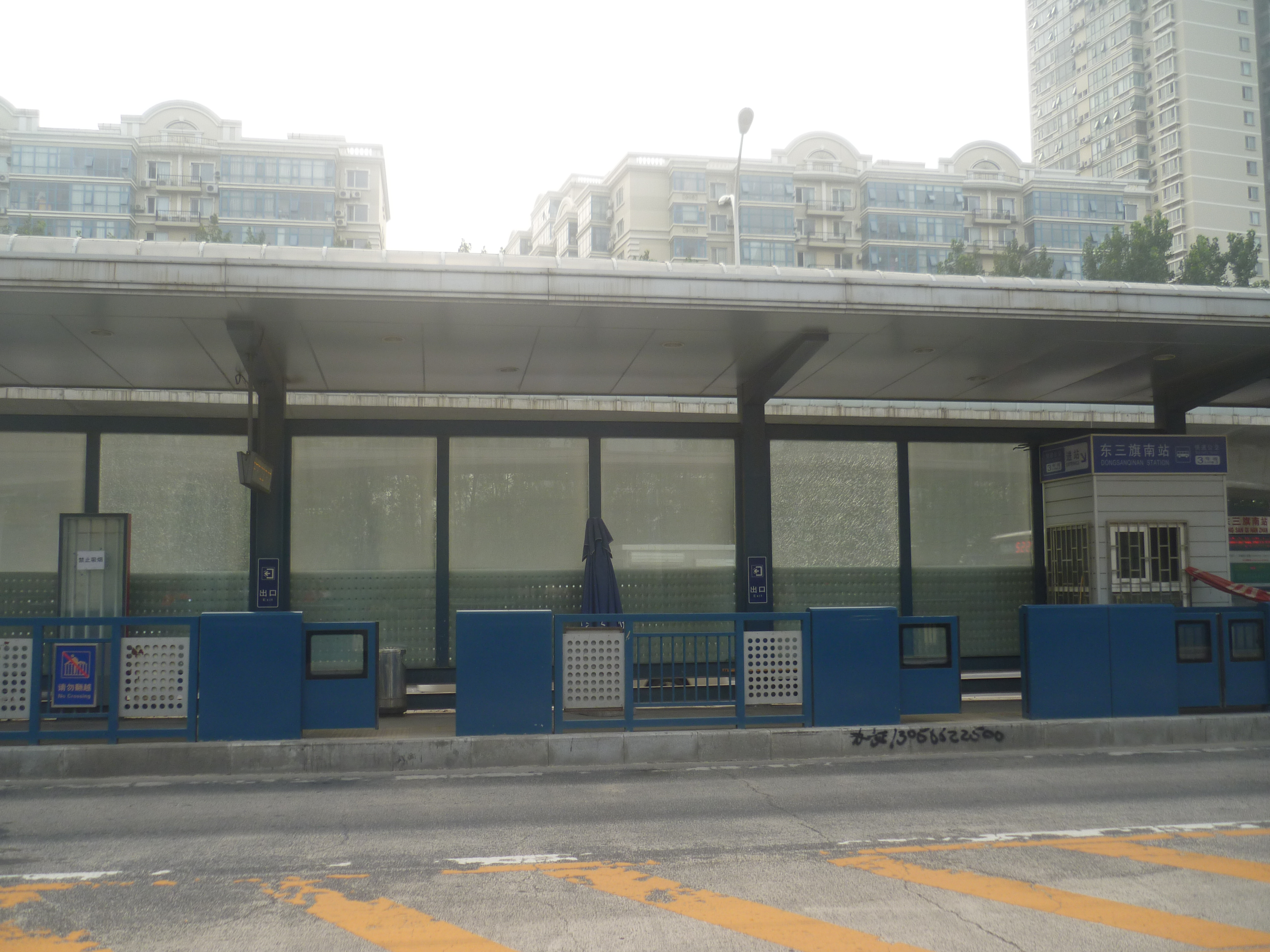
东三旗南站，可看见屏蔽门已残缺。

快速公交2号线、快速公交3号线及快速公交4号线并没有全线使用快速公交专用道路，部分路段使用的是平面的普通專用道路，且并没有与沿途的交通信号灯完全挂钩运行。在高峰时期，高发车频率的快速公交与其他车辆混杂在一起，并且受到交通信号灯的影响，严重制约了运行速度。而在与普通道路相隔离的1号线专用道路上，社会车辆的抢道行为也时有发生，使得快速公交在单路道内运行十分艰难，并极易引发交通事故，对此政府表示会加强监管以改善情况。总体来讲，北京的快速公交系统运行效果相比常州、济南等地效果较为不佳。另外，车站设施缺乏修缮而残破不堪，站台安全门残缺，无法正常运作。

## 参阅
- 快速公交系统
- 北京地铁